# Dactylispa haeckelii
Dactylispa haeckelii es una especie de insecto coleóptero de la familia Chrysomelidae.
Fue descrita científicamente en 1902 por Gestro.